# Oswald Ducrot
Pour les articles homonymes, voir Ducrot.
Oswald Ducrot, né le 27 novembre 1930 à Paris et mort dans la même ville le 8 juin 2024,, est un linguiste français. Agrégé de philosophie, ancien attaché de recherches au CNRS, il fut directeur d'études à l'École des hautes études en sciences sociales (EHESS), à Paris.
Il est l’auteur de nombreux ouvrages, en particulier sur l'énonciation et l’argumentation.
Ducrot a élaboré, avec Jean-Claude Anscombre, une théorie de l'argumentation dans la langue qui consiste à saisir le déploiement de l'argumentation non pas uniquement dans le discours, la prise en pratique des potentialités linguistiques, mais au niveau de la langue elle-même. L'idée maîtresse est que la langue n'a pas comme but principal la représentation du monde, mais l'argumentation. En d'autres termes, le langage naturel n'entretient pas uniquement (parfois il semble dire pas du tout) un lien de référence au monde, mais constitue le lieu d'échange d'arguments, dont la structure est logée à même le langage.
Un des exemples sur lesquels Ducrot a le plus écrit est l'opposition qui existe en français entre « peu » et « un peu ». Il oppose ainsi des énoncés comme « J'ai peu faim » et « J'ai un peu faim ». Apparaît tout de suite au locuteur francophone que le premier énoncé suggère que la personne n'a pas faim ou à peine, alors que le second indique que le locuteur a faim. Ducrot parle dès lors d'orientations argumentatives inverses.

## Présupposé, posé, sous-entendu
Ducrot s'est beaucoup intéressé à la question de ce que l'on dit lorsque l'on parle, comme l'indiquent les titres de ses ouvrages (La preuve et le dire, Dire et ne pas dire, Le dire et le dit). Ainsi, il distingue le présupposé, le posé et le sous-entendu. Alors que l'on s'engage quant au présupposé et au posé, il n'en va pas de même du sous-entendu. Ce dernier, en effet, est toujours niable, au sens où l'on peut affirmer que l'on ne l'a pas dit, à strictement parler, mais tout au plus suggéré ou laissé penser. À l'inverse, on s'engage quant à ce qui est posé ou présupposé. Ce qui distingue à présent le posé du présupposé est que seul le posé est focalisé et tombe dès lors sous le coup de la négation. Ainsi, dans « Le roi de France est chauve », il est présupposé qu'il existe un roi de France et il est posé qu'il est chauve. C'est la raison pour laquelle la négation de « Le roi de France n'est pas chauve » continue de s'engager quant à l'existence du présupposé, même s'il nie le posé, à savoir la calvitie du souverain.

### La polyphonie
La notion de polyphonie est une des pièces centrales de l'œuvre de Ducrot. Il s'agit du phénomène constaté par Mikhaïl Bakhtine et Charles Bally dans le discours : il n'y a pas une voix unique dans les énoncés, mais plusieurs. Bakhtine s'est en particulier intéressé à la polyphonie littéraire, telle qu'elle apparaît dans les textes de Dostoïevski ou de Rabelais. Ducrot, pour sa part, semble s'inspirer davantage de Bally, lequel perçoit la polyphonie jusque dans les structures beaucoup plus restreintes que les textes que sont les énoncés. Ducrot reconnaît en outre sa dette envers le théoricien de la littérature Gérard Genette, lequel a procédé à de subtiles distinctions entre narrateur, auteur, personnage et locuteur.

### Nouveaux développements
Le stade actuel de la théorie de l'argumentation dans la langue s'appelle la théorie des blocs sémantiques (TBS), développée par Marion Carel et à l'élaboration de laquelle Oswald Ducrot participe. Cette théorie reprend les acquis de la théorie de l'argumentation dans la langue, en les radicalisant et en y introduisant de nouveaux concepts, tels que l'argumentation interne et l'argumentation externe. Parallèlement, Marion Carel et Alfredo Lescano développent, dans le prolongement des analyses de Ducrot sur la polyphonie, la théorie argumentative de la polyphonie (TAP). L'un des enjeux majeurs est actuellement d'articuler ces deux théories, dans le but de donner la compréhension la plus fine et exhaustive possible des faits linguistiques.
On trouvera une synthèse de ces questions dans le livre de Marion Carel, paru chez Honoré Champion, L'Entrelacement argumentatif, d'une grande clarté.
Les auteurs de la ScaPoLine ont proposé une théorie de la polyphonie largement inspirée de Ducrot, et qui privilégie une approche qui rend compte tant de la polyphonie linguistique que de la polyphonie littéraire.

### Littérature primaire
- avec Tzvetan Todorov, Dictionnaire encyclopédique des sciences du langage, Seuil, 1972 ; 1979.
- La Preuve et le dire, Maison Mame, 1973
- Le Structuralisme en linguistique, Seuil, Points, 1973 (d'abord publié dans un Collectif sur le structuralisme en 1968).
- Dire et ne pas dire. Principes de sémantique linguistique, Hermann, 3e éd. augm., 1998
- Le Dire et le Dit, Minuit, 1980
- Les Échelles argumentatives, Minuit, 1980
- et al., Les Mots du discours, Minuit, 1980
- avec Jean-Claude Anscombre, L'argumentation dans la langue, Mardaga, 1983
- Logique, structure, énonciation. Lectures sur le langage, Minuit, 1989
- avec Jean-Marie Schaeffer, Nouveau Dictionnaire encyclopédique des sciences du langage, Seuil, 1999.
- avec Marion Carel, La semántica argumentativa. Una introducción a la teoría de los bloques semánticos. Traduit et édité par María Marta García Negroni et Alfredo Lescano. Buenos Aires, Colihue Universidad, 2005.

### Littérature secondaire
- Marion Carel, L'Entrelacement argumentatif, Honoré Champion, février 2011
- François Recanati, Les Énoncés performatifs, Minuit, Propositions, 1981
- Jean Cervoni, L'Énonciation, PUF, Linguistique nouvelle, 1987
- Christian Plantin, L'Argumentation, PUF, Que sais-je ?, 2005